# موج درست نکن
موج درست نکن (Don't Make Waves) یک کمدی جنسی آمریکایی در سال ۱۹۶۷ است (با عناصر ژانر مهمانی در ساحل) با بازی تونی کرتیس، کلودیا کاردیناله، دیو دراپر و شارون تیت. این فیلم توسط الکساندر مکندریک کارگردانی شد فیلم براساس رمان ساحل ماهیچه ساخته شده که در سال ۱۹۵۹ توسط ایرا والاچ نوشته شد و البته نویسنده فیلمنامه این فیلم نیز خود او می‌باشد.

## بازیگران
| بازیگران         | شخصیت‌ها       |
| ---------------- | ------------- |
| تونی کورتیس      | کارلو کوفیلد  |
| کلودیا کاردیناله | لورا کالیفاتی |
| شارون تیت        | مالیبو        |
| دیوید دراپر      | هری هولارد    |
| جوانا بارنز      | دایان پرسکوت  |
| رابرت وبر        | راد پرسکوت    |
| رگ لوئیس         | هیولا         |
| مورت سال         | سام لینگنبری  |
| ادگار برگن       | خانم لاوینیا  |
| دوبل تیلور       | متخصص برق     |
| مری گریس کنفیلد  | خیاط          |
| هالی هیز         | میرنا         |
| سارا سلبی        | اتیل          |
| جولی پین         | هلن           |
| داگلاس هندرسون   | هندرسون       |
| چستر یورتون      | تد گوندر      |
| آن بزرگتر        | ملی گوندر     |
| مارک لندن        | فرد بارکر     |
| پل بارسلو        | خلبان         |
| جورج تاین        | روزنامه‌نگار   |
| دیوید فرسکو      | روزنامه‌نگار   |
| گیلبرت گرین      | روزنامه‌نگار   |
| ادواردو تیرلو    | دکوراتور      |
| جیم بکوس         | خودش          |
| هنی بکوس         | خودش          |
| چین لی           | شناگر تاپل    |
| جوان هاشیموتو    | ژیمناست زن    |
| بیل کندی         | خبرنگار       |